# Перелік програм генної інженерії
У цій статті наведено перелік програм генної інженерії.

## Хмарне програмне забезпечення freemium
- Varstation[1] обробки та аналізу варіантів NGS Varstation
- BaseSpace Variant Interpreter (Базовий космічний перекладач)[2] від Illumina

## Закрите програмне забезпечення
- BlueTractorSoftware DNADynamo
- Agilent Technologies RFLP Decoder Software, Fish Species
- Прикладні біосистеми[en] GeneMapper
- Спільний інститут біоенергетики[en] j5
- CLC bio[en] CLC DNA Workbench Software
- CLC bio CLC Free Workbench Software
- CLC bio CLC Sequence Viewer
- CLC bio Protein Workbench Software
- Geneious
- LabVantage Solutions Inc.[en] LabVantage Sapphire
- LabVantage Solutions Inc. LV LIMS
- Lasergene Genomics (DNASTAR)
- SnapGene

## Програмне забезпечення з відкритим кодом
- Генетичний конструктор Autodesk (призупинено)
- BIOFAB Clotho BIOFAB Edition
- BIOFAB BIOFAB Studio
- EGF Codons[3] та EGF CUBA[4] (Колекція корисних біологічних програм) від Edinburgh Genome Foundry[5]
- Інтегративний переглядач Genomics (частина Google Genomics)
- ДНК-копія Менгквіста (Mengqvist's DNApy)